# Сариярви (озеро, бассейн Койтайоки, западное)
Са́рия́рви (фин. Saarijärvi) — озеро на территории Поросозерского сельского поселения Суоярвского района Республики Карелия.

## Общие сведения
Площадь озера — 0,7 км². Располагается на высоте 150,8 метров над уровнем моря).
Форма продолговатая, вытянутая с северо-запада на юго-восток. Берега каменисто-песчаные, местами заболоченное. Из северо-западной оконечности озера вытекает небольшой ручей, втекающий, в реку Локайоки, вытекающую из озера Пастоярви. Локайоки, в свою очередь, втекает в реку Койтайоки).
В озере расположены несколько небольших островов без названия, количество которых зависит от уровня воды.
Населённые пункты близ озера отсутствуют.
Код водного объекта в государственном водном реестре — 01050000111102000011561.
Название озера переводится с финского языка как «озеро с островами».